# Rudagüera
Rudagüera es una localidad española del municipio de Alfoz de Lloredo, perteneciente a la comunidad autónoma de Cantabria. 

## Geografía
La localidad, bañada por el río Saja, está situada a cuatro kilómetros de la capital municipal, Novales. Eclesiásticamente perteneció al archiprestazgo de Comillas.

## Historia
Hacia mediados del siglo XIX, el lugar, ya por entonces perteneciente a Alfoz de Lloredo, tenía contabilizada una población de 135 habitantes. Aparece descrito en el decimotercer volumen del Diccionario geográfico-estadístico-histórico de España y sus posesiones de Ultramar de Pascual Madoz con las siguientes palabras:

RUDAGUERA: l. en la prov. y dióc. de Santander (6 1/2 leg.), part. jud. de San Vicente la Barquera (4), aud. terr. y c. g. de Búrgos (25), ayunt. de Alfoz de Lloredo. sit. en terreno desigual; su clima es sano. Tiene 45 casas distribuidas en los barrios de Fresnedo, Lloredo y San Pedro; escuela de primeras letras dotada con 200 ducados, á que asisten 40 niños de ambos sexos; igl. parr. (Sta. Maria Magdalena) servida por un cura de ingreso y provision del diocesano en patrimoniales; 4 ermitas (San Martin, San Pedro, San Roque y San Francisco), y 3 fuentes de buenas aguas, con especialidad la del barrio de San Pedro llamada fuente de la Alumbrera, cuyas virtudes son harto conocidas por la humanidad doliente del pais. Confina con Oreña, Cerrazo, Villapresente y Novales. El terreno es de buena y mediana calidad; por él corren las aguas del Saja, que pasa bañando el barrio de San Pedro. Los caminos son locales y malos, escepto el que dirige por Torrelavega á Asturias. Recibe la correspondencia de Santillana. prod.: trigo, patatas, lino, frutas, maiz y legumbres, cuyos dos últimos art. constituyen la principal cosecha; cria ganado vacuno, lanar y cabrio, siendo preferido el primero, que llevan á veranear á los altos puertos de Cabuérniga y Campó. Hay poca caza y lo mismo pesca, porque si bien es veradd que antes se cogian muy buenos salmones, la altura dada á las presas de algunos particulares, impide su paso. comercio: esportacion de ganado vacuno, importándose lo que falta. pobl.: 45 vec., 135 alm. contr.: con el ayuntamiento.
(Madoz, 1849, p. 589)

En 2023, tenía empadronados 287 habitantes, repartidos en los núcleos de Fresnedo, Lloredo y San Pedro.

## Patrimonio
Hay en la localidad una iglesia de Santa María Magdalena. En el barrio de San Pedro existe la ermita de San Pedro de Rudagüera.